# Trojan Kazimierz Korsak Bobynicki
Trojan Kazimierz Korsak Bobynicki herbu własnego (zm. 25 stycznia 1684 roku) – wojski kowieński w latach 1667-1684.
Był elektorem Jana III Sobieskiego z województwa połockiego w 1674 roku.